# Båd
En båd er et mindre fartøj uden dæk, som drives med årer, sejl el. motor. Begrebet båd er ikke entydigt og spænder fra helt små fartøjer f.eks. "robåd" som også ofte kan kaldes en jolle, til store fartøjer som f.eks. en moredenet trawler, som kan kaldes en fiskebåd og en færge som kan kaldes en passagerbåd. Trods den manglende entydighed vil de fleste nok definere båd ud fra størrelsen, så en jolle er mindre end en båd, og et skib er større end en båd. Denne opdeling kan man også se i fagbetegnelserne bådebygger, som bygger mindre fartøjer og det finere arbejde i lighed med en snedker, og skibstømrer, som bygger de større skibe og dermed laver det grove arbejde i lighed med en tømrer.
Nogen vil betegne en mindre båd som et fartøj på under 12 meter